# Juan de Esturizada
Juan de Esturizada, OP (1611–1679) foi um prelado católico romano que serviu como bispo de Santa Cruz de la Sierra (1672–1679).

## Biografia
Juan de Esturizada nasceu em Cusco, Peru e foi ordenado sacerdote na Ordem dos Pregadores. A 16 de maio de 1672, foi escolhido pelo Rei da Espanha e confirmado pelo Papa Clemente X como Bispo de Santa Cruz de la Sierra. Serviu como Bispo de Santa Cruz de la Sierra até à sua morte em 1679.